# Slobozia (Giurgiu)
Slobozia es una comuna ubicada en el distrito de Giurgiu, Rumania.

## Superficie
Cuenta con una superficie de 79,67 kilómetros cuadrados.

## Demografía
Hasta 2021 la población era de 2251 habitantes, con una densidad de población de 28,25 habitantes por kilómetro cuadrado.